# Asr
Asr – modlitwa muzułmańska – trzecia w ciągu dnia spośród modlitw salat, odmawiana po południu. Obejmuje cztery obowiązkowe rakaty.